# Pourouma elliptica
Pourouma elliptica är en nässelväxtart som beskrevs av Paul Carpenter Standley. Pourouma elliptica ingår i släktet Pourouma och familjen nässelväxter. Inga underarter finns listade i Catalogue of Life.